# The Dung
The Dung (vietnamesisch: Thế Dṻng; * 9. Juni 1954 in Tuyen Quang, Vietnam) ist ein in Berlin lebender Lyriker, Literaturkritiker und Romancier. Des Weiteren ist er Manager eines Systemgastronomen.

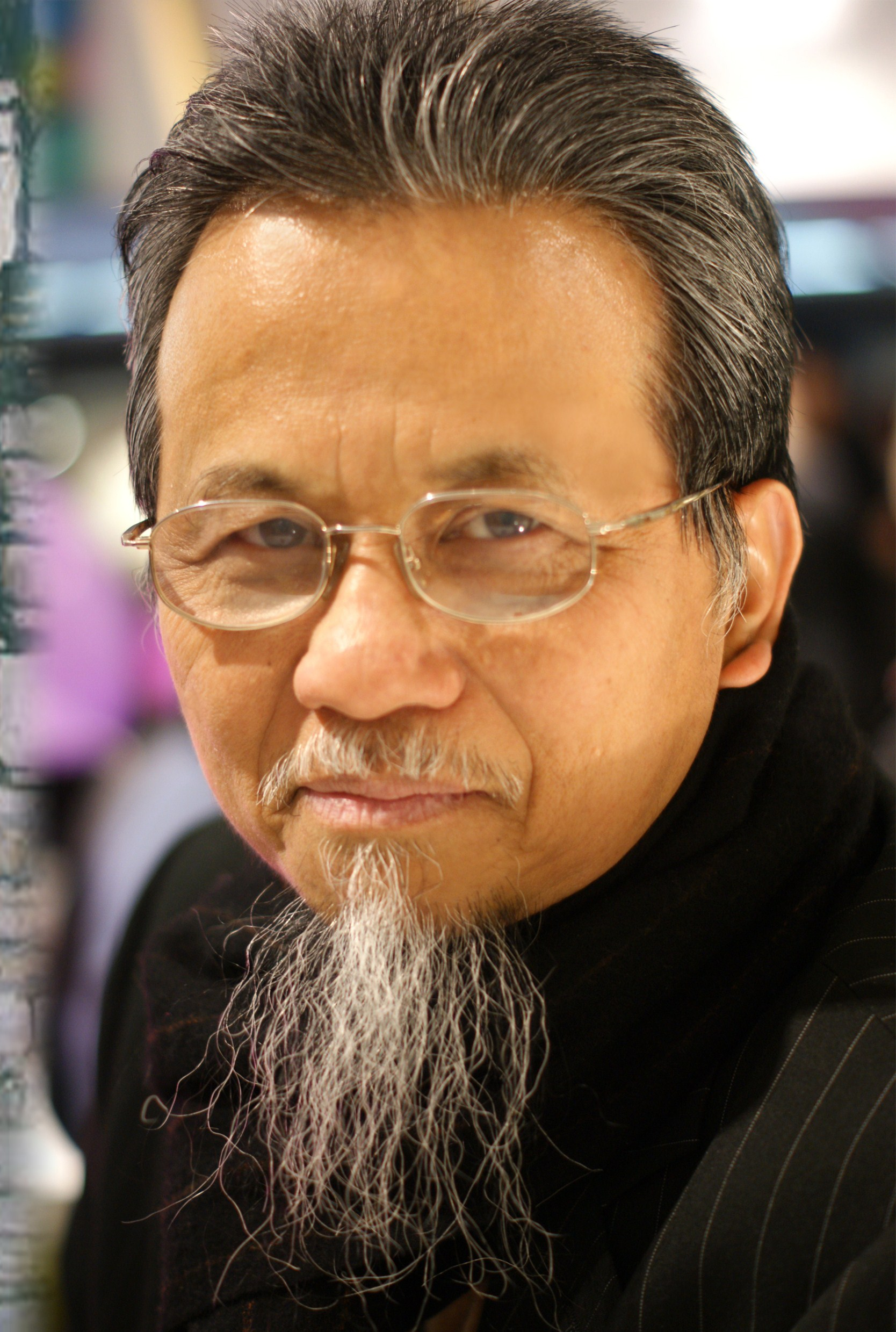
The Dung in Leipzig 2012

## Leben
Er war im Krieg gegen Amerika von 1971 bis 1976 Soldat bei der vietnamesischen Armee. Während dieser Zeit, hat er 1974 lyrischer Arbeiten veröffentlicht. 1976 bis 1980 studierte er in Hanoi Vietnamistik und Literaturwissenschaft. 1980 bis 1983 war er Lehrer an der Oberschule in Vietnam. Seit 1980 veröffentlicht er kritische Essays unter dem Pseudonym Dung Van. Von 1984 bis 1989 war er Redakteur bei der Zeitschrift Literatur und Kunst, 1985 Delegierter des Jungen Schriftstellerkongresses in Hanoi. 1989 siedelte er nach Berlin über, wo er 1993 einen Werkvertrag der Künstlerförderung Berlin erhielt und seit 1994 bei Kultur ist Plural e.V. angestellt ist.
The Dung ist Mitglied des Literatur- und Kunst-Verbands Hai Hungs, des Vietnamese Writers Abroad Center und war 1996 bis 1998 Vorsitzender der Osteuropa-Sektion des vietnamesischen P.E.N.-Zentrum im Ausland. Zudem ist The Dung Mitglied des PEN-Zentrums Deutschland.

## Auszeichnungen
1985 erhielt er den Preis des Kulturamts Hai Hung, 1986 den CON SON Preis für Dichtung des Literatur- und Kunstverbands Hai Hung und 1991 den CON SON-Preis für Literaturforschung.

## Werke
- Unvollendete Liebesgeschichte: ein Theaterroman. Trilce-Gesellschaft, Berlin 2000, ISBN 3-9806018-8-9.
- Unvollendeter Frühling: ausgewählte Gedichte. Horlemann, Bad Honnef 2003, ISBN 3-89502-165-2.
- Der Traum von Orly. Horlemann, Bad Honnef 2010, ISBN 978-3-89502-291-3.
- Der Sturm der vergangenen Nacht wird noch nicht der letzte sein: Gedichte. Horlemann, Bad Honnef 2011, ISBN 978-3-89502-290-6.
- Fragen an sich selbst: Gedichte. Vipen & Trilce Editionen Berlin 2003, ISBN 3-9807663-2-2.